# Trichostema rubisepalum
Trichostema rubisepalum là một loài thực vật có hoa trong họ Hoa môi. Loài này được Elmer miêu tả khoa học đầu tiên năm 1906.